# Округ Линколн (Минесота)
Округ Линколн (енгл. Lincoln County) је округ у америчкој савезној држави Минесота.

## Демографија
По попису из 2010. године број становника је 5.896, што је 533 (-8,3%) становника мање него 2000. године.
| Група             | 2000.         | 2010.         |
| Белци             | 6.329 (98,4%) | 5.749 (97,5%) |
| Афроамериканци    | 3 (0,0%)      | 8 (0,1%)      |
| Азијати           | 13 (0,2%)     | 14 (0,2%)     |
| Хиспаноамериканци | 55 (0,9%)     | 72 (1,2%)     |
| Укупно            | 6.429         | 5.896         |